# Christo Iliev
Christo Iliev (bulharskou cyrilicí Христо Илиев) (11. května 1936, Sofie - 24. března 1974) byl bulharský fotbalista, útočník.

## Fotbalová kariéra
V bulharské lize hrál za Levski Sofia a PFK Botev Plovdiv. S Levski Sofia získal dva mistrovské tituly a dvě vítězství v bulharském fotbalovém poháru. V Poháru mistrů evropských zemí nastoupil ve 2 utkáních a dal 2 góly v Poháru vítězů pohárů nastoupil v 1 utkání. Za reprezentaci Bulharska nastoupil v letech 1955–1963 ve 24 utkáních a dal 9 gólů. Byl členem bulharské reprezentace na Mistrovství světa ve fotbale 1962, nastoupil v utkání proti Argentině. Byl členem bulharské reprezentace na LOH 1960 v Římě, nastoupil ve 2 utkáních a dal 1 gól.

## Ligová bilance
| Ročník                                | Zápasy | Góly | Klub              |
| ------------------------------------- | ------ | ---- | ----------------- |
| 1. bulharská fotbalová liga 1954      | 6      | 6    | Dinamo Sofia      |
| 1. bulharská fotbalová liga 1955      | 22     | 6    | Dinamo Sofia      |
| 1. bulharská fotbalová liga 1956      | 22     | 8    | Dinamo Sofia      |
| 1. bulharská fotbalová liga 1957      | 22     | 14   | Levski Sofia      |
| 1. bulharská fotbalová liga 1958      | 9      | 7    | Levski Sofia      |
| 1. bulharská fotbalová liga 1958/1959 | 20     | 6    | Levski Sofia      |
| 1. bulharská fotbalová liga 1959/1960 | 5      | 2    | Levski Sofia      |
| 1. bulharská fotbalová liga 1959/1960 | -      | -    | PFK Botev Plovdiv |
| 1. bulharská fotbalová liga 1960/1961 | -      | -    | PFK Botev Plovdiv |
| 1. bulharská fotbalová liga 1961/1962 | 26     | 9    | Levski Sofia      |
| 1. bulharská fotbalová liga 1962/1963 | 21     | 10   | Levski Sofia      |
| 1. bulharská fotbalová liga 1963/1964 | 27     | 2    | Levski Sofia      |
| 1. bulharská fotbalová liga 1964/1965 | 28     | 10   | Levski Sofia      |
| 1. bulharská fotbalová liga 1965/1966 | 23     | 7    | Levski Sofia      |
| 1. bulharská fotbalová liga 1966/1967 | 24     | 5    | Levski Sofia      |
| 1. bulharská fotbalová liga 1967/1968 | 19     | 7    | Levski Sofia      |
| CELKEM 1. bulharská fotbalová liga    | 314    | 10   |                   |